# Смерть богов (фильм, 1916)
«Гибель богов» («Юлиан Отступник») (1916) — немой художественный фильм Владимира Касьянова по мотивам одноимённой первой части («Юлиан Отступник») трилогии Мережковского. Фильм характеризовался большим постановочным размахом и являлся подражанием грандиозным итальянским историческим постановкам, вроде «Камо грядеши?». Действие фильма разворачивалось в Древнем Риме в IV веке. Фильм не сохранился.
Фильм вышел на экраны 6 января 1917 года.

## История создания
«Мысль побить итальянцев роскошной постановкой давно занимала русских кинодельцов». Получив признание фильмами «Сонька золотая ручка» и «Гуттаперчевым мальчиком», Касьянов «заявил о готовности конкурировать с итальянцами» и написал сценарий. «Однако, когда крупнейшие кинопредприниматели — Ханжонков, Ермольев и другие — подсчитали стоимость постановки, они пришли в ужас». Сумма выходила астрономическая, поскольку для реализации такого сценария нужны были массовые сцены, роскошные спецэффекты и проч. «Дело спас некий помощник присяжного поверенного Д. Портнов, собравший необходимую сумму среди денежных тузов Москвы; фирма „Кинотворчество“ предоставила необходимое оборудование, съёмочную аппаратуру и реквизит».

## Съёмки

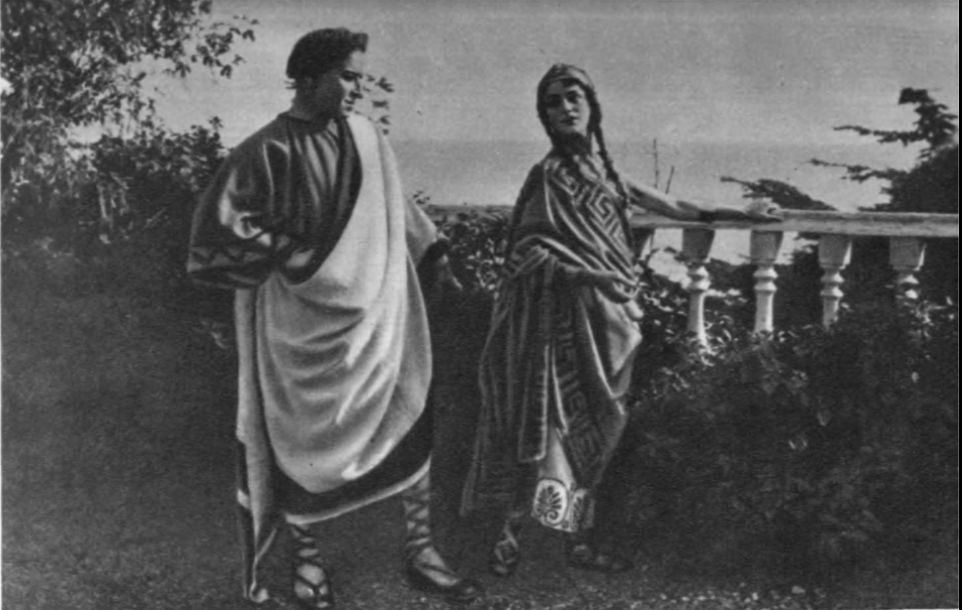
Кадр из фильма

Подготовка к съёмкам велась одновременно со съёмками фильма Касьянова «Жизнь, побеждённая смертью» (этот фильм Касьянов назвал «репетицией к „Юлиану“»): в это время «шесть художников занялись изготовлением эскизов и моделей небывалых в нашем кинопроизводстве по размерам декораций, бутафорий, реквизитов и костюмов». Р. Соболев писал: «Художники А. Якимченко, Н. Еленов, М. Ефимов, А. Прево, И. Полушкин, П. Шепанский соорудили около Подольска целый античный город и разбили римский военный лагерь, построили настоящий флот. В массовках приняло участие по 3000 человек, одетых в тоги, хитоны и доспехи римских легионеров. Форестье снимал все сцены на задниках или на фоне неба, чтобы ни одна деталь не испортила стиль картины. Впрочем, это ему не всегда удавалось; по сохранившимся кадрам видео, что нет-нет, а белые берёзки или крытые соломой избы выглядывали из-за античных дворцов порой в самый неподходящий момент. Съёмки продолжались в течение семи месяцев…». Б. Лихачёв пишет, что Афины были построены под Москвой, а поход на Персию — на Воробьёвых горах. А. Бек-Назаров свидетельствовал, что Касьянов в постановке массовых сцен использовал опыт Художественного театра.

## Критика

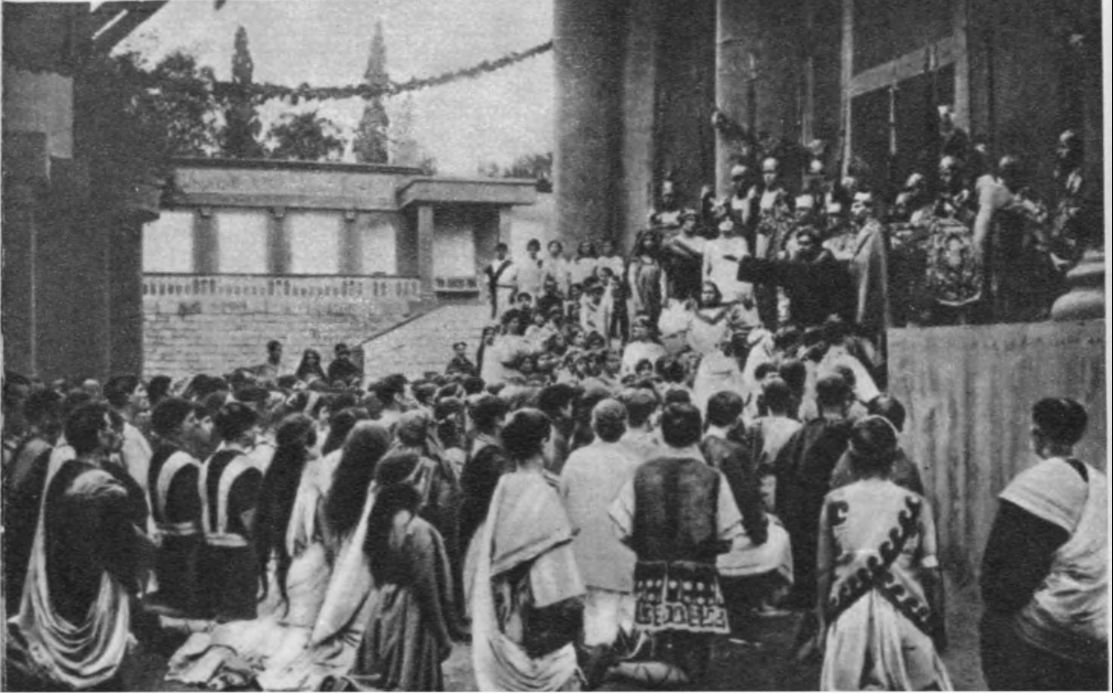
Кадр из фильма

Фильм пользовался огромным зрительским успехом и в результате смог окупить непомерно огромные расходы. Однако критика отнеслась к фильму настороженно. Рецензент «Проектора» отнёсся к фильму снисходительно: несмотря на то, что было сложно «воссоздать Рим IV века, имея в своём распорядении лишь крымскую природу», фильм получился «весьма удовлетворительно», хотя «недостатков и промахов» в нём было «немало». Известный русский кинокритик В. Туркин оценил фильм отрицательно: «картина сделана с излишком талантливой самоуверенности и с большой нехваткой научной обстоятельности <…> „Юлиан“ напоминает пресловутую „Вампуку“ <…> романские легионыили германские полчища <…> нелепо маршируют <…> нелепо вооружены <…> Мастерская <…> изготовлявшая бутафорию, слишком фантазировала в форме хотя бы щитов <…> Наивно сделаны сцены подаров — флота и храма <…> один стиль — ренессанс в балюстраде — забежал на много веков вперёд <…> Постановка <…> дала <…> легкомысленную трату времени, денег и труда…».
В дальнейшем отношение к фильму было противоречивым. В. Вишневский назвал «Смерть богов» «крупнейшим историческим фильмом того времени по количеству привлечённых съёмкам статистов и денежным затратам», а С. Гинзбург отметил «безусловно добросовестную» режиссёрскую работу. Б. Лихачёв раскритиковал фильм, назвав его жалкой пародией на итальянские исторические боевики и отметив, что Певцов, играющий Юлиана, «связанный по рукам и ногам режиссёром, не мог никак себя проявить и ограничивался тем, что принимал эффектные позы». Р. Соболев также обругал фильм, однако его критика относилась к литературному источнику («Порочна была сама фабула, нёсшая реакционную мысль о тщетности каких-либо революционных преобразований жизни»), о самом же фильме он скупо заметил: «Фильм вернул затраты, но событием не стал».